# Lesná (Moravia meridionale)
Lesná (in tedesco Liliendorf) è un comune della Repubblica Ceca facente parte del distretto di Znojmo, in Moravia Meridionale.